# Friedrich Wilhelm von Bismarck

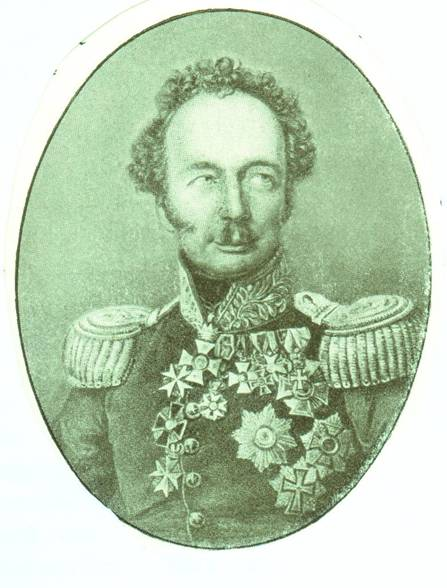
Friedrich Wilhelm von Bismarck

Friedrich Wilhelm Graf von Bismarck (28 de julho de 1783 - 18 de junho de 1860) foi um tenente-general alemão, diplomata e escritor militar. Ele escreveu várias obras político-militares importantes e histórias militares, que foram muito pró-Napoleão.

## Vida
Quando Württemberg lutou como aliado de Napoleão em 1809, von Bismarck se destacou sob o comando de André Masséna, especialmente na batalha perto de Riedau em 1º de maio de 1809. Em 1812 ele participou de todas as batalhas travadas pela corporação de Michel Ney. Nas batalhas de Bautzen, perto de Seifersdorf em 26 de maio de 1813 e Dennewitz em 6 de setembro de 1813, ele comandou o 1º Regimento Chevau-Léger. Ele foi finalmente capturado na batalha de Leipzig. Quando Württemberg mudou de lado para lutar contra Napoleão, ele foi colocado no estado-maior geral e em 1815 foi nomeado comandante-chefe das províncias da coroa.
Após o reinado de Guilherme I de Württemberg, ele foi encarregado de reorganizar a cavalaria do exército, tornando-se major-general em 1819. Ele foi nomeado membro do Kammer der Standesherren nos Estados de Württemberg, enviado extraordinário à corte de Karlsruhe em 1820, então, cinco anos depois, embaixador no Reino da Prússia, no Reino da Saxônia e no Reino de Hanover. Ele foi promovido a tenente-general em 1830 antes de finalmente se aposentar em 1848.
Em 1853 por motivos de saúde, retirou-se para Konstanz.

## Publicações
- Felddienst der Reyterei. Karlsruhe 1820.
- System der Reuterei. Berlin & Posen 1822.
- Schützensystem der Reuterei. Stuttgart 1824.
- Vorlesungen über die Taktik der Reuterei. Elemente der Bewegungskunst eines Reuter-Regiments. Karlsruhe 1819, 2. Aufl. ebd. 1826.
- Reuterbibliothek (6 Bde.). Karlsruhe 1825–1831.
- Ideentaktik der Reuterei. Karlsruhe 1829.
- Aufzeichnungen. Karlsruhe 1847.